# Florimond de Namur d'Elzée
Claude Charles Florimond de Namur d'Elzée, ook de Namur d'Elzée et de Dhuy (Dhuy, 13 november 1826 - 2 mei 1890), was een Belgisch senator en burgemeester.

## Levensloop
Burggraaf Florimond de Namur was een zoon van Constant-Claude de Namur (1790-1832) en diens tweede vrouw, Anne de Beauffort (1789-1855). 
In 1712 was de heerlijkheid Dhuy verheven tot burggraafschap, ten gunste van Claude de Namur, voorvader van Florimond. Zijn grootvader, Henri Claude de Namur (1749-1819), werd in 1816 in de Nederlandse adel erkend met de titel van burggraaf, overdraagbaar bij eerstgeboorte. Zijn vader, Constant-Claude, had een dochter uit het eerste bed en vier uit het tweede bed, die adellijke huwelijken aangingen. Florimond was de enige mannelijke telg, hij trouwde met Marie-Caroline de Saint-Mauris (1834-1914) maar bleef kinderloos, zodat de familienaam bij zijn dood uitstierf. Na het overlijden van zijn weduwe werd de familienaam wel toegevoegd aan die van haar erfgenaam, sindsdien graaf de Brouchoven de Bergeyck de Namur d'Elzée.
Hij werd in 1861 benoemd tot burgemeester van Dhuy en bekleedde dit ambt tot aan zijn dood. Van 1872 tot 1874 was hij ook provincieraadslid voor Namen.
In 1875 werd hij verkozen tot katholiek senator voor het arrondissement Namen en vervulde dit mandaat tot een paar maanden voor zijn dood.